# Nationaal park Southwest
Het Nationaal park Southwest van Tasmanië heeft een oppervlakte van ruim 600.000 ha. Het is een woest inspirerend gebied, onderdeel van het Tasmanian Wilderness Heritage Area Het grootste park in Tasmanië, is het een toonbeeld van de grootsheid en de geest van de wildernis in zijn ware vorm. Een groot deel van het park is afgelegen en ver van de drukte en bezigheden van de moderne wereld.
De rivier de Gordon loopt door het park en een prominent punt is Scots Peak. Het biedt adembenemende vergezichten van ruige bergen zoals de Saw Back, Western Arthur, Anne- en Frankland-ketens. Dit is wildernis op zijn best en dit, een van Australiës spectaculairste natuurgebieden, is toegankelijk voor zowel diegenen die comfortabel in hun auto rijden, als de geroutineerde wandelaars.
Ben Lomond · 
Cradle Mountain-Lake St Clair · 
Douglas-Apsley · 
Franklin-Gordon Wild Rivers · 
Freycinet · 
Hartz Mountains · 
Kent Group · 
Maria Island · 
Mole Creek Karst · 
Mount Field · 
Mount William · 
Narawntapu · 
Rocky Cape · 
Savage River · 
South Bruny · 
Southwest · 
Strzelecki · 
Tasman · 
Walls of Jerusalem
Nationale parken in: AUS · NSW · NT · QLD · SA · TAS · VIC · WA